# Jevdokija Lopuchinová
Jevdokija Fjodorovna Lopuchinová (rusky Евдокия Фёдоровна Лопухина, 30. červencejul./ 9. srpna 1669greg., Moskva – 27. srpnajul./ 7. září 1731greg. tamtéž) byla v letech 1689–1698 ruská carevna, první manželka ruského cara Petra Velikého.

## Život

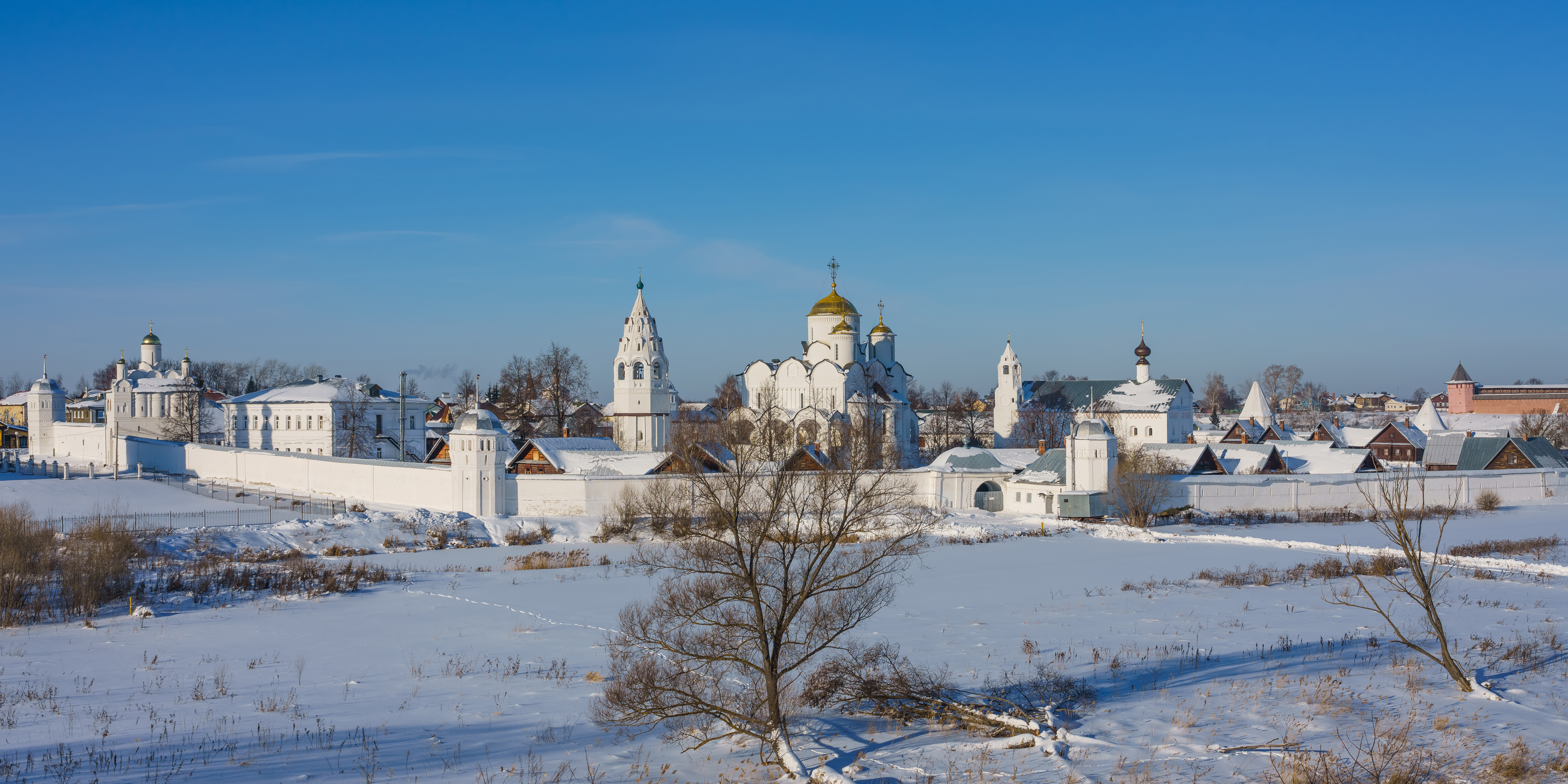
Suzdalský Pokrovský monastýr

Jako dcera bojara Illariona (Fjodora) Lopuchina pocházela ze vznešeného rodu Lopuchinů. Svatba Petra Velikého s Jevdokijí se konala 6. února 1689. Manželství bylo nešťastné, car k Jevdokiji rychle ochladl, nesnášel její rodinu, přívržence starých časů; brzy se sblížil s krasavicí německého původu Annou Mons, dcerou vestfálského obchodníka s vínem a v roce 1698 se rozhodl, že svou zákonitou manželku zapudí. Vyzval ji, aby dobrovolně odešla do kláštera, Jevdokija však tento návrh odmítla a Petr I. ji nechal násilím odvézt do Spaso-Jevfimijova kláštera v Suzdali 200 km východně od Moskvy. Zde žila jako řeholnice pod jménem Jelena, po půl roce však řeholní život opustila a fakticky žila s hejtmanem Stěpanem Glebovem.
Z manželství se narodily tři děti, Alexej (1690), Alexandr a Petr. Mladší synové zemřeli jako děti, Alexej, z jehož narození byl car zpočátku nadšen, byl po Jevdokijině internaci v klášteře odtržen od matky a ani otec se s ním nestýkal, třebaže se mu snažil zajistit patřičnou výchovu a připravit ho na následnictví trůnu. Alexej však byl jiného založení a jeho způsob života se naprosto rozcházel s Petrovými představami. Po řadě různých peripetií byl uznán vinným z údajné vzpoury proti svému otci a carovi a odsouzen k trestu smrti. O dva dny později 7. července 1718 v žaláři v Petropavlovské pevnosti zemřel; oficiálně byla příčinou smrti mrtvice[nepřesný odkaz], ale ve skutečnosti zemřel zřejmě na následky mučení.
Zcela náhodně se během vyšetřování Alexejových provinění přišlo na to, že Jevdokija udržovala v suzdalském klášteře tajný milostný poměr se Stěpanem Glebovem. Řeholnice, které o poměru věděly, byly krutě mučeny a umučen byl také Glebov, nakonec byl naražen na kůl. Excarevna Jevdokija byla zbičována a uvržena do přísné klauzury v ladožském klášteře. Uvězněna byla i nevlastní carova sestra Marie Alexejevna.
V roce 1725 byla převezena do pevnosti Šlisselburg, kde ji carevna Kateřina I. Ruská držela obzvláště přísně. Po nástupu Petra II. na trůn byla převezena do Moskvy a tam žila v Novoděvičím klášteře. Existují doklady, že – přeživši Petra II. – odmítla nabídku trůnu, kterou jí učinili členové Nejvyšší tajné rady.
Zemřela v roce 1731 za vlády carevny Anny Ivanovny. Je pohřbena v kryptě chrámu Smolenské ikony Boží Matky Novoděvičího kláštera.